# Area archeologica di Capo la Timpa
L'area archeologica di Capo la Timpa è un sito archeologico, compreso nel territorio del comune di Maratea, situato sull'omonimo promontorio.

## Geografia
Capo la Timpa è uno dei due promontori su cui insiste il comprensorio geologico-geografico della cosiddetta valle di Maratea, conca naturale formatasi in seguito all'erosione di correnti fluviali, prevalentemente sotterranee.
Il promontorio, di piccole dimensioni, non supera i 120 m di altezza sul livello del mare.

## Storia
Le prime frequentazioni del capo la Timpa accertare risalgono all'era neolitica. Durante l'Età del Bronzo si sviluppa un primo abitato entro capanne, il primo insediamento umano stabile nel territorio di Maratea.
Dopo un apparente iato durante l'Età del Ferro, l'abitato si ricostituisce nel VI secolo a.C., e diventa un importante snodo commerciale tra le popolazioni indigene, le altre popolazioni italiche e le colonie greche.

## Gli scavi
A partire da una segnalazione del 1978, gli scavi si sono protratti dal 1988 al 1991, sotto la direzione di P. Bottini, a cura della Sovrintendenza ai Beni Archeologici della Basilicata.
Alcuni dei reperti ritrovati sono esposti alla mostra di Palazzo De Lieto.